# 馬格里布
马格里布（, ，「阿拉伯马格里布」），非洲西北部一地区，阿拉伯语意为“日落之地”。宋代《諸蕃志》將摩洛哥譯為「默伽獵」。
该词在古代原指阿特拉斯山脉至地中海海岸之间的地区，有时也包括穆斯林统治下的西班牙部分地区，后逐渐成为摩洛哥、阿尔及利亚和突尼斯三国的代称。该地区传统上受地中海和阿拉伯文明影响，同时也与撒哈拉沙漠以南的黑非洲地区有着密切的贸易往来，因此形成了独特的文化。
19世纪末，该地区绝大部分成为法国、西班牙和意大利的殖民地。今日，除休达和梅利利亚两个地区尚属于西班牙外，其他地区均已合并入摩洛哥、阿尔及利亚和突尼西亞三国。
1989年，在卡扎菲的发起下，摩洛哥、阿尔及利亚、突尼斯和利比亚四国联合成立了阿拉伯马格里布联盟，其后毛里塔尼亚也加入该联盟。

## 人口
馬格里布地區是其主要居住者柏柏爾人的原鄉。柏柏爾人是阿爾及利亞(80%)、利比亞(>60%)、摩洛哥(80%)和突尼西亞(>88%)的主體民族。 該地區還居住著法裔移民、阿拉伯人、土耳其人、西非黑人和塞法迪猶太人等族群。
在北部沿海的城鎮，約莫在中世紀時期，幾波來自歐洲的移民對人口組成也產生了影響。最著名的是摩里斯科人和穆拉迪人，兩者都是來自於西班牙（摩爾人），他們在西班牙的收復失地運動中被強行改宗天主教，後來也同阿拉伯人和柏爾人穆斯林一起被驅逐。 其他歐洲人移居者包括法國人、意大利人和英國人，他們通常是被當地海盜劫持的船員和乘客，有時候，他們在付清贖金後會被送回家鄉；但在另一些情況下，他們會被賣為奴隸，或是被同化及融入當地社群。
馬格里布同時也是歷史上重要的猶太人聚居地，在7世紀伊斯蘭教傳入該地區之前，該地區已存在著繁榮的猶太社區，主要聚居在商業發達的城市中。 許多當地的猶太人在19世紀和20世紀初從馬格里布移民到北美洲，或在20世紀後期法國第五共和與以色列建立後移民到法國和以色列。
而另一個重要群體是土耳其人，他們隨著鄂圖曼帝國16世紀的擴張而移民該地。
撒哈拉以南的非洲人在綿延幾個世紀的跨撒哈拉貿易中，商人和奴隸不斷從薩赫爾地區進入馬格里布，這也稍微改變了馬格里布地區的人口組成。在馬格里布的南部有一些黑人的小社區，被稱為哈拉廷人，他們被認為在撒哈拉的最後一個濕潤時期居住在撒哈拉地區，然後在撒哈拉變成沙漠時向北遷移進入馬格里布。
特別的是，在阿爾及利亞，曾經有一大批被稱為 "黑腳 "的歐洲國家公民（特別是法國）移民到該地區，19世紀末在法國殖民統治下定居。他們在該地建立農莊和商業公司。然而，其中有一大部分在獨立戰爭期間就離開了阿爾及利亞。

## 文化

### Fantasia(表演)

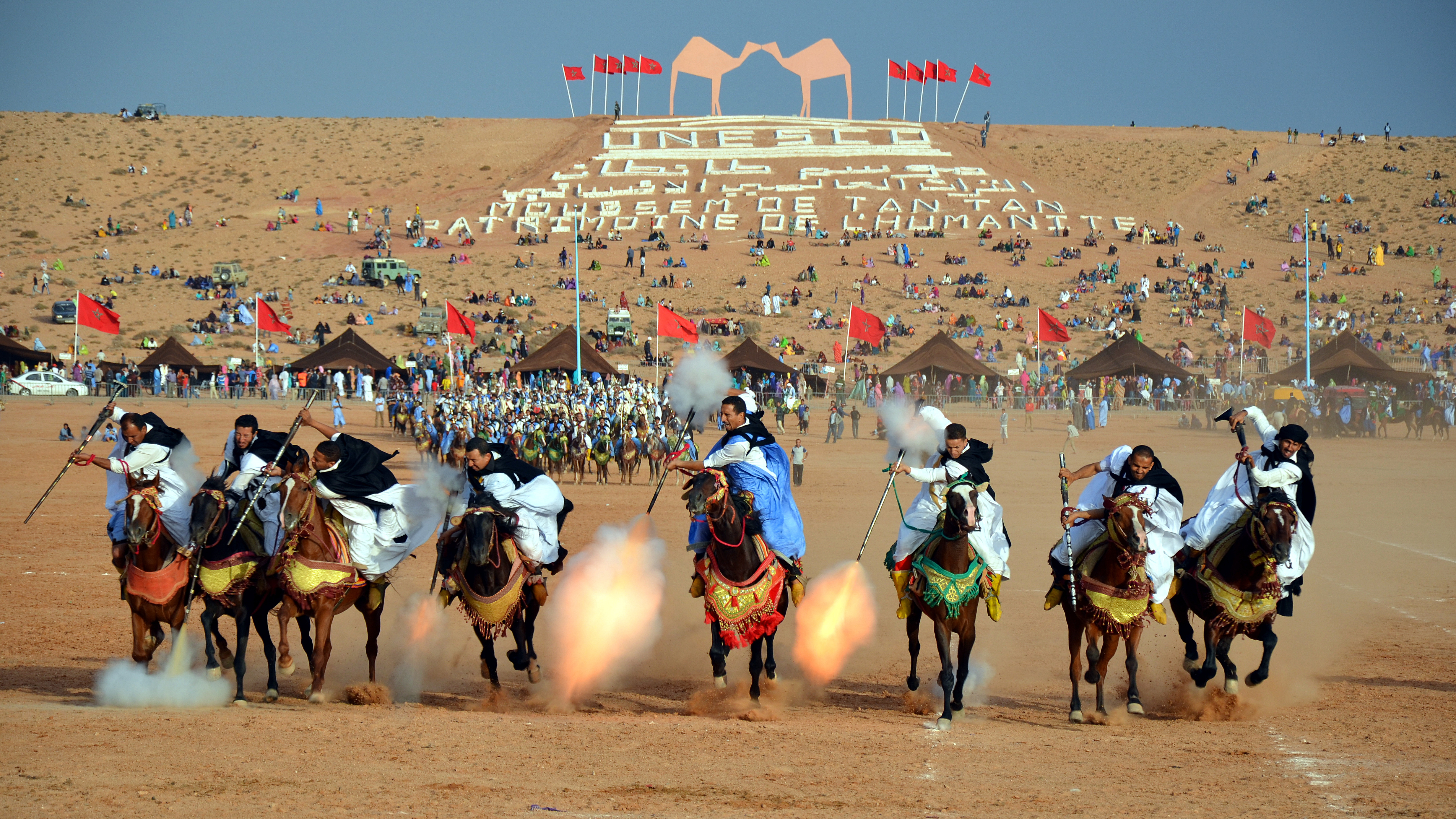
馬格里布傳統馬術慶典

馬格里布的文化遺產Fantasia(中文尚無譯名），是一個在摩洛哥，阿爾及利亞，突尼西亞，利比亞和毛里塔尼亞等柏柏爾人國家皆有舉辦的盛大慶典， 主要於慶祝收穫節 （页面存档备份，存于）時舉辦。Fantasia是一項結合槍枝、騎術與傳統的表演。許多騎士穿上傳統服飾Djellaba （页面存档备份，存于），配上寬鬆的褲子，手裡拿著傳統的火槍，騎著馬匹。待一隊騎手聚集列隊後，聽到發號聲便會開始策馬前進，再聽到一聲發號聲，就一起扣下板機，槍齊聲而響，壯麗非常。
紐約時報記者James Estrin曾經寫到，「Fantasia是一種具有數百年歷史的文化表演，它將歷史和故事結合在一起，頌揚了北非傳統的陽剛之氣、馬匹和戰爭的密切關係。」此評價切合了Fantasia所希望表現出的阿拉伯融合柏柏爾的文化傳承，而Fantasia被認為除了是文化表演，也是一種武術展現； 它還象徵著人類與馬的強烈聯繫，以及對傳統的依戀。

### 飲食

傳統馬格里布菜餚

馬格里布諸國共享許多文化傳統。其中在主食上，突尼西亞開國總統哈比卜·布爾吉巴將其定義為「西方阿拉伯式」的，相對於「東方阿拉伯式」以米為主食，馬格里布地區則是以蒸粗麥粉為主食。 而在飲食方面，除了攝取澱粉的來源以外，在烹調方式和食材選擇上與整個阿拉伯世界都有著相似之處。

## 阿拉伯马格里布联盟成员国
| 主权国家           | 加入时间 | 面积(km²) | 人口 (数百万计，2013年) | 国内生产总值 （购买力） (购买力) | 人均国内生产总值 （国际汇率） (数十亿美元计) | 人类发展指数 (2014年) |
| ------------------ | -------- | --------- | ----------------------- | -------------------------------- | -------------------------------------------- | --------------------- |
| 阿尔及利亚         | 1989年   | 2,381,741 | 39.2                    | 13,888                           | 177.5                                        | 0.736 (high)          |
| 利比亞             | 1989年   | 1,759,540 | 6.2                     | 15,877                           | 70.1                                         | 0.724 (high)          |
| 毛里塔尼亚         | 1989年   | 1,025,520 | 3.9                     | 4,314                            | 5.1                                          | 0.506 (low)           |
| 摩洛哥             | 1989年   | 710 850   | 33.8                    | 7,813                            | 145.08                                       | 0.628 (medium)        |
| 突尼西亞           | 1989年   | 163,610   | 11.0                    | 11,341                           | 48.6                                         | 0.721 (high)          |
| 阿拉伯马格里布联盟 |          | 6,041,261 | 93.3                    | 11,171                           | 418.4                                        | 0.663                 |

在1994年11月12日于阿尔及尔举办的第16次阿拉伯马格里布联盟会议上，埃及也提交加入申请。
而与摩洛哥相关的西撒哈拉冲突问题也一直成了该组织悬而未决的事务。

## 外部連接
- Politics, economics, and human affairs analysis in the Maghhreb （页面存档备份，存于）
- News and Views of the Maghreb （页面存档备份，存于）
- Peacekeeping mission in Maghreb: The MINURSO （页面存档备份，存于）